# Antonino Abate
Antonino Abate, spesso indicato anche come Abbate (Catania, 14 agosto 1825 – Catania, 30 settembre 1888), è stato uno scrittore e politico italiano.

## Biografia
Insegnante di fede repubblicana, si affiliò alla Carboneria e partecipò ai moti antiborbonici del 1848-1849, rimanendo ferito a Catania il 6 aprile 1849. Fuggito a Palermo, riprese l'anno dopo l'insegnamento a Catania ma, sospettato di essere coinvolto nella redazione dei giornali satirici Diavolo zoppo e Astrologo, fu arrestato e confinato per un anno. Tornato all'insegnamento in una scuola privata, dal 1851 al 1858 ebbe per allievo il cugino Giovanni Verga.
Appoggiò l'impresa dei Mille e fu redattore del giornale catanese Roma degli italiani, fondato nel 1860 dal Verga, che diresse dal 1861 al 1862. Polemizzò, anche attraverso i giornali, da lui fondati e diretti, La Redenzione e La Vita, contro la monarchia sabauda, alla quale rimproverava - pur essendo contrario all'indipendenza della Sicilia - la mancata concessione all'isola dell'autonomia e l'eccessiva fiscalità.
Fu assessore alla pubblica istruzione del comune di Catania nel 1864 e si presentò candidato alle elezioni politiche del 1867, senza però essere eletto. Nel 1881 redasse un appello a Umberto I in occasione della visita del re, chiedendo maggiore democrazia per la Sicilia. Rimasto fedele agli ideali repubblicani, morì povero e isolato.

## Opere
- Il progresso e la morte, romanzo storico, 1850.
- Racconto di un esule, poema, 1860.
- Gesta di Francesco Sammartino Principe del Pardo raccolte e narrate da Antonino Abate, biografia documentata di un eroe del Risorgimento, Tipografia Crescenzio Galatola, Catania 1861.
- Italia e Vittorio Emanuele, 1861.
- Il martirio di sant'Agata, oratorio, 1863.
- La rigenerazione della Grecia, 1866.
- Napoleone il Grande, 1872.
- Il Redentore, tragedia, 1873.
- Addio alle ceneri di Bellini, carme, 1876.
- Dante e la civiltà, 1883.
- Delle origini e delle vicende della letteratura dialettale in Italia al secolo XII e XIII, 1884.